# Caloplaca sibirica
Caloplaca sibirica är en lavart som beskrevs av H.Magn.. Caloplaca sibirica ingår i släktet orangelavar, och familjen Teloschistaceae. Arten är reproducerande i Sverige.